# Claude Makélélé
Claude Makélélé Sinda (Kinshasa, 18. veljače 1973.) je francuski nogometaš u igračkoj mirovini i nogometni trener.
Prije Chelsea je igrao za FC Nantes, Olympique Marseille, Celta Vigo i Real Madrid. Chelsea ga je 2003. iz Reala kupio za 16 milijuna funti. Igračku karijeru je završio u pariškom PSG-u.